# Saw II: Flesh and Blood
 (décembre 2023).
Si vous disposez d'ouvrages ou d'articles de référence ou si vous connaissez des sites web de qualité traitant du thème abordé ici, merci de compléter l'article en donnant les références utiles à sa vérifiabilité et en les liant à la section « Notes et références ».
Saw II: Flesh and Blood est un jeu vidéo de reflexion et survival horror édité par Konami et développé par Zombie Studios. C'est la suite de Saw. Il est sorti le 28 octobre 2010.

## Histoire
Saw II est la suite des pièges horribles que Jigsaw a créés pour tester la volonté d'en réchapper. Avec de nouvelles énigmes et de nouveaux systèmes de combat, les joueurs vont devoir réagir rapidement pour passer avec succès les tests de Jigsaw... Se passant comme les deux premiers films de la série SAW, le jeu suit les déambulations du fils du détective Tapp qui devient le nouveau sujet des délires de Jigsaw, alors qu'il tente de démêler l'intrigue de la mort de son père.

## Personnages
- Michael Tapp : héros du jeu et fils du héros de son prédécesseur, David Tapp
- Jigsaw : ennemi principal du jeu

## Divers
Le jeu avait initialement été annoncé comme étant canon avec les films. Toutefois, l'arrêt temporaire de la saga avec Saw 3D puis la sortie de Jigsaw en 2017 le fit sortir du canon officiel de l'univers.